# Rétközberencs
Rétközberencs là một thị trấn thuộc hạt Szabolcs-Szatmár-Bereg, Hungary. Thị trấn này có diện tích 15,8 km², dân số năm 2010 là 1160 người, mật độ 73 người/km².